# Louis Berthoud
Pour les articles homonymes, voir Berthoud (homonymie).
 (mars 2020).
Si vous disposez d'ouvrages ou d'articles de référence ou si vous connaissez des sites web de qualité traitant du thème abordé ici, merci de compléter l'article en donnant les références utiles à sa vérifiabilité et en les liant à la section « Notes et références ».
Pierre-Louis Berthoud, né à la Brévine le 22 juillet 1754 et mort 17 septembre 1813 à Argenteuil, est un horloger français d'origine neuchâteloise.

## Biographie
Son père, horloger, lui enseigna les premiers éléments du travail de l’horlogerie. Ses dispositions pour son métier engagèrent son oncle, Ferdinand Berthoud, l’inventeur de la chronométrie de marine (l'inventeur du 1 er chronomètre est Harrison) pour connaître la longitude en mer, à le faire venir près de lui pour continuer ses études et afin qu’il le secondât dans l’exécution et l’entretien des horloges à fournir pour la marine française et la marine espagnole. Ses progrès furent tels qu’en 1784, le ministre de la marine lui accorda le titre d’élève horloger-mécanicien de la marine, aux appointements de 1 000 livres.
En 1786, Berthoud déposa au secrétariat de l’Académie des sciences les dessins d’une montre marine qu’il avait exécutée. En 1790, il présenta à l’examen de cette Académie un chronomètre de poche qui fut le sujet d’un rapport très favorable de Le Gentil, Cassini et Méchain ; cet instrument avait été observé pendant neuf mois, à l’Observatoire de Paris, par Nouet. Sur un rapport de MM. Le Roy et Borda, du 19 aout 1792, Le bureau de consultation des arts et métiers, lui décerna une récompense de 6 000 livres.
L’Institut des sciences et des arts avait proposé pour le grand prix des sciences mathématiques, à décerner en l’an VI, le programme suivant : « La construction d’une montre de poche propre à déterminer les longitudes en mer, en observant que les divisions indiquent les parties décimales du jour, savoir : les dixièmes, millièmes et cent millièmes ; ou que le jour soit divisé en 10 heures, l’heure en 100 minutes et la minute en 100 secondes. » Le prix, de la valeur de 3 000 francs, fut remporté par les chronomètres no 27 et 32 de Louis Berthoud.
À partir de cette époque le ministre de la marine lui confia la fourniture de ses chronomètres. Une lettre de Lalande montre que l’Institut pensa à admettre Louis Berthoud dans son sein en novembre 1797, mais la candidature de Napoléon Bonaparte fit renoncer à ce projet.
En 1801, le gouvernement espagnol le chargea de former deux élèves dans le travail de l’horlogerie de marine. À l'Exposition des produits de l'industrie française de l’an X, ses ouvrages furent récompensés par une médaille d’or. Le 24 vendémiaire de l’an XI, un arrêté des consuls lui décerna le titre d’horloger mécanicien de la marine, avec un traitement de 1 000 francs.
Par une décision du 16 messidor an XIII, le Bureau des longitudes lui accorda le titre d’horloger de l’Observatoire et du Bureau des longitudes. En 1806, le gouvernement ayant décidé, dans un but d’utilité publique, de former des horlogers capables d’exécuter des montres marines, chargea Louis Berthoud de cette mission. Suivant les instructions du ministre, il se rendit à l’École des arts et métiers de Compiègne afin d’y choisir, dans la première classe, les quatre élèves qui lui sembleraient avoir le plus de dispositions pour la carrière qui leur était offerte : l’un, Henri Motel, devint plus tard horloger de la marine, un autre, Pierre Saulnier, quitta plus tard l’horlogerie où il serait parvenu au premier rang pour la construction des grosses machines de précision pour lesquelles il appliqua des outils employés dans le travail de l’horlogerie.
Par une lettre du 19 décembre 1808, le ministre de la marine informa Louis Berthoud que, sur sa proposition, l’empereur, par un décret du 26 novembre dernier, avait approuvé que le traitement annuel de 1 000 francs, qui lui était alloué par l’arrêté du 24 vendémiaire an XI fût triplé à partir du 1er janvier 1809. En 1813, le ministre lui confia quatre nouveaux élèves en horlogerie de marine, mais sa mort vint interrompre leur instruction.
En novembre 1784, Louis Berthoud avait épousé Thérèse Bézout, nièce et fille adoptive du mathématicien Étienne Bézout : il en eut deux fils qui prirent comme leur père une position éminente dans l’art de l’horlogerie. Depuis 1798, il avait un logement fourni par le ministre de la marine à l’hôtel d’Egmont (dépôt des plans et cartes de la marine) qu’il conserva jusqu’à sa mort. Il transporta cependant son atelier à Argenteuil pour être dans un milieu plus calme.
L’amiral Decrès, ministre de la marine, possédait à Argenteuil le château du Marais où il résidait aussi souvent que lui permettaient ses fonctions, et il invitait fréquemment Louis Berthoud à venir diner au château du Marais.
Berthoud n’a publié qu’un volume, mais il a laissé plusieurs volumes de notes manuscrites qu’il n’a pas eu le temps de mettre au net. Son œuvre en horlogerie consiste en : 1° Environ 150 chronomètres de marine ou de poche. 2° Des pendules astronomiques. 3° Des pendules à secondes, équation et sonnerie. 4° Des montres et pendules compliquées, pour l’usage civil. On lui doit le châssis de compensations.
Il est inhumé au cimetière du Père-Lachaise à Paris (24e division).

## Publications
- Entretiens sur l’horlogerie à l’usage de la marine, 1 vol. in-12, Paris, chez l’auteur, 1812.